# Luís Gonzaga de Assis Teixeira de Magalhães
Luís Gonzaga de Assis Teixeira de Magalhães (Felgueiras, Margaride, 28 de Fevereiro de 1862 - Braga, São João do Souto, 6 de Maio de 1951) foi um magistrado, advogado e político português.

## Família
Filho de Francisco de Assis Teixeira da Cunha Carneiro (Felgueiras, Margaride, 7 de Março de 1808 - Felgueiras, Margaride, 23 de Dezembro de 1878), Cadete do Exército Português, Tabelião do Juízo de Direito de Penafiel e Felgueiras e Escrivão do Juízo de Paz de Margaride, e de sua mulher (Felgueiras, Margaride, 5 de Novembro de 1836) Margarida Júlia Leite de Magalhães (Felgueiras, Margaride, 7 de Maio de 1821 - Felgueiras, Margaride, 18 de Março de 1900). Foi irmão do 1.º Conde de Felgueiras.

## Biografia
Bacharel em Direito pela Faculdade de Direito da Universidade de Coimbra, Magistrado, Juiz Desembargador do Tribunal da Relação do Porto, Advogado e Deputado pelo Círculo Eleitoral do Porto, etc.

## Casamento e descendência
Casou em Braga, Bom Jesus do Monte, a 29 de Outubro de 1889, com Maria da Natividade da Costa Lobo Alves Pereira (Arcos de Valdevez, São Paio, 13 de Setembro de 1861 - Braga, São João do Souto, 23 de Março de 1941), filha de António Alves Pereira (Coimbra, Sé Nova, 8 de Agosto de 1819 - ?), Senhor da Casa de Novelhos, em São Paio, Arcos de Valdevez, Médico e Provedor da Santa Casa da Misericórdia de Arcos de Valdevez, e de sua mulher (Viana do Castelo) Felizarda Joaquina da Costa Lobo (26 de Outubro de 1824 - ?), irmã do 2.º Visconde de Porto Covo da Bandeira e 2.º Conde de Porto Covo da Bandeira. Foram avós maternos de Vasco de Assis Teixeira da Gama Lobo Xavier.